# Капітолій штату Техас
Капіто́лій штату Техас (англ. Texas State Capitol)  — урядова будівля штату Техас, розташована в Остіні. Всередині проходять засідання легіслатури штату, яка складається з Сенату з 31 сенаторів, та Палати представників з 150 депутатів. Крім того, тут розташований офіс губернатора штату.

## Опис
16-й законодавчий орган штату Техас, регулярна сесія 1879 року, створив як Техаську комісію з будівництва капітолія (CBC), так і Раду Капітолія штату Техас (SCB) для нагляду за будівництвом капітолія штату Техас. CBC і SCB працювали разом, щоб керувати будівництвом капітолія.
Будівництво капітолія тривало з 1882 по 1888 роки. Дизайн капітолія розробив архітектор Елайджа Маєрс, якого за два роки до закінчення будівництва було звільнено. Добудовувати Капітолій довелось архітекторам Густаву Вілке та Рубену Ліндсі Вокеру. Наріжний камінь було закладено 2 березня 1885 року на День Незалежності Техасу, а відкрито 21 квітня 1888 року у День битви при Сан-Хакінто.
Капітолій побудовано у стилі неоренесанс. Висота становить 95 метрів, що на 7 метрів вище за Капітолій у Вашингтоні (але нижче за Капітолій штату Луїзіана). Верхівку купола прикрашає статуя Богині Свободи. На ротонді капітолія зображено портрети усіх президентів Республіки Техас та губернаторів штату. У південному фоє розташовані скульптури Сема Г'юстона та Стівена Остіна. На момент побудови будівля мала приблизно 400 приміщень та 900 вікон.
У 1970 році будівлю було включено до Національного реєстру історичних місць США, а у 1986 визнано Національною історичною пам'яткою США.

## Галерея

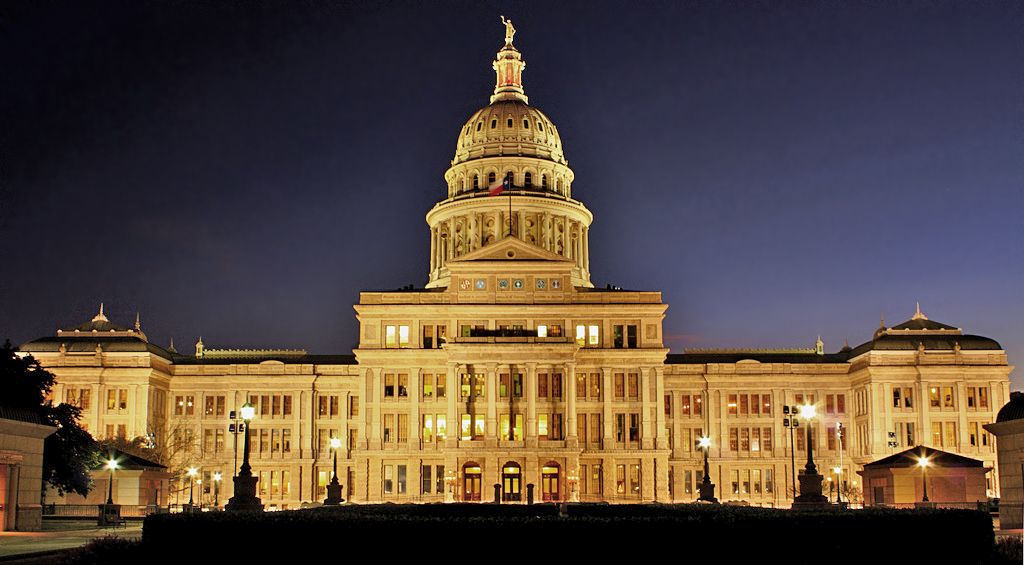
Будівля Капітолія вночі
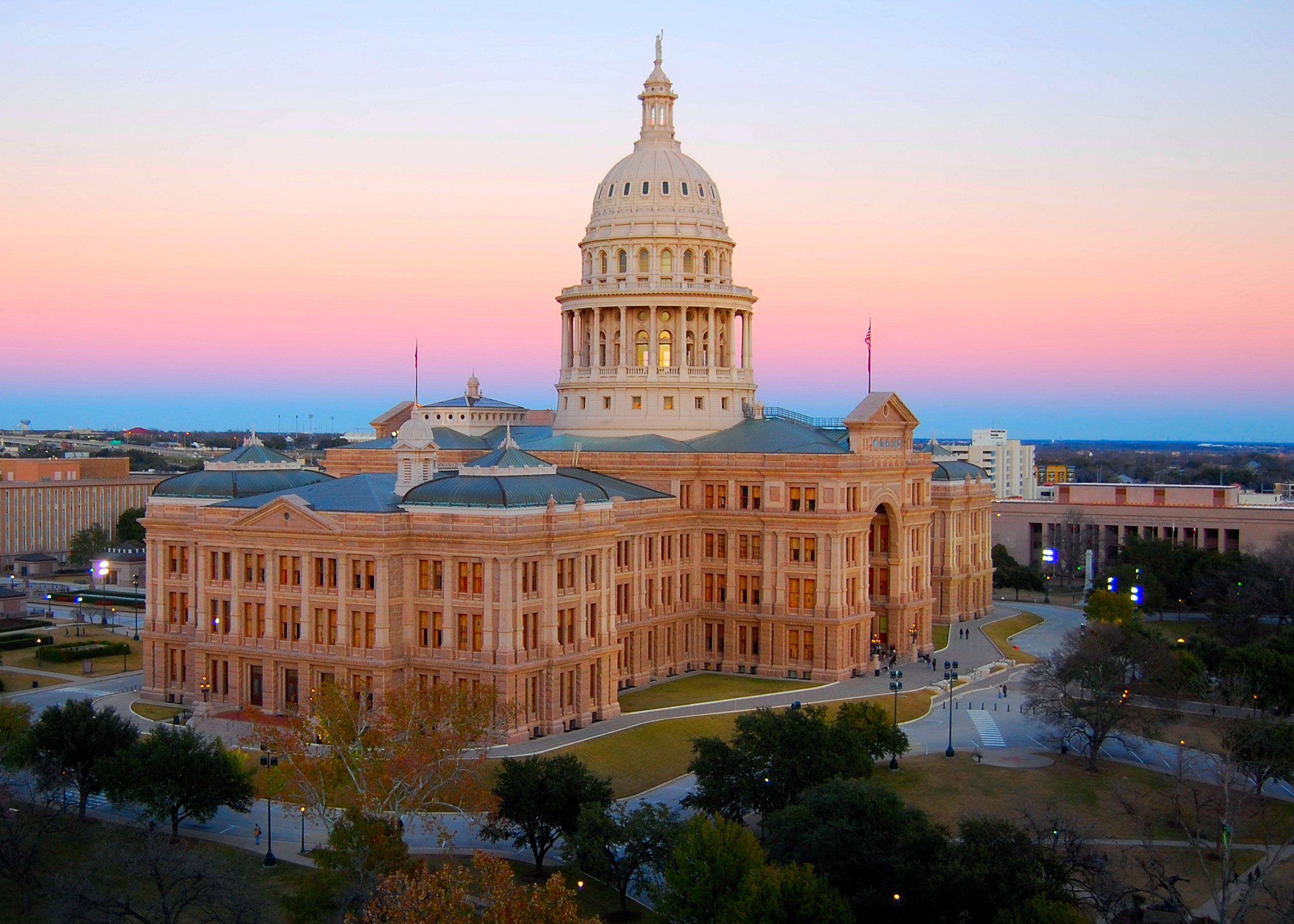
Капітолій при вечірньому освітленні
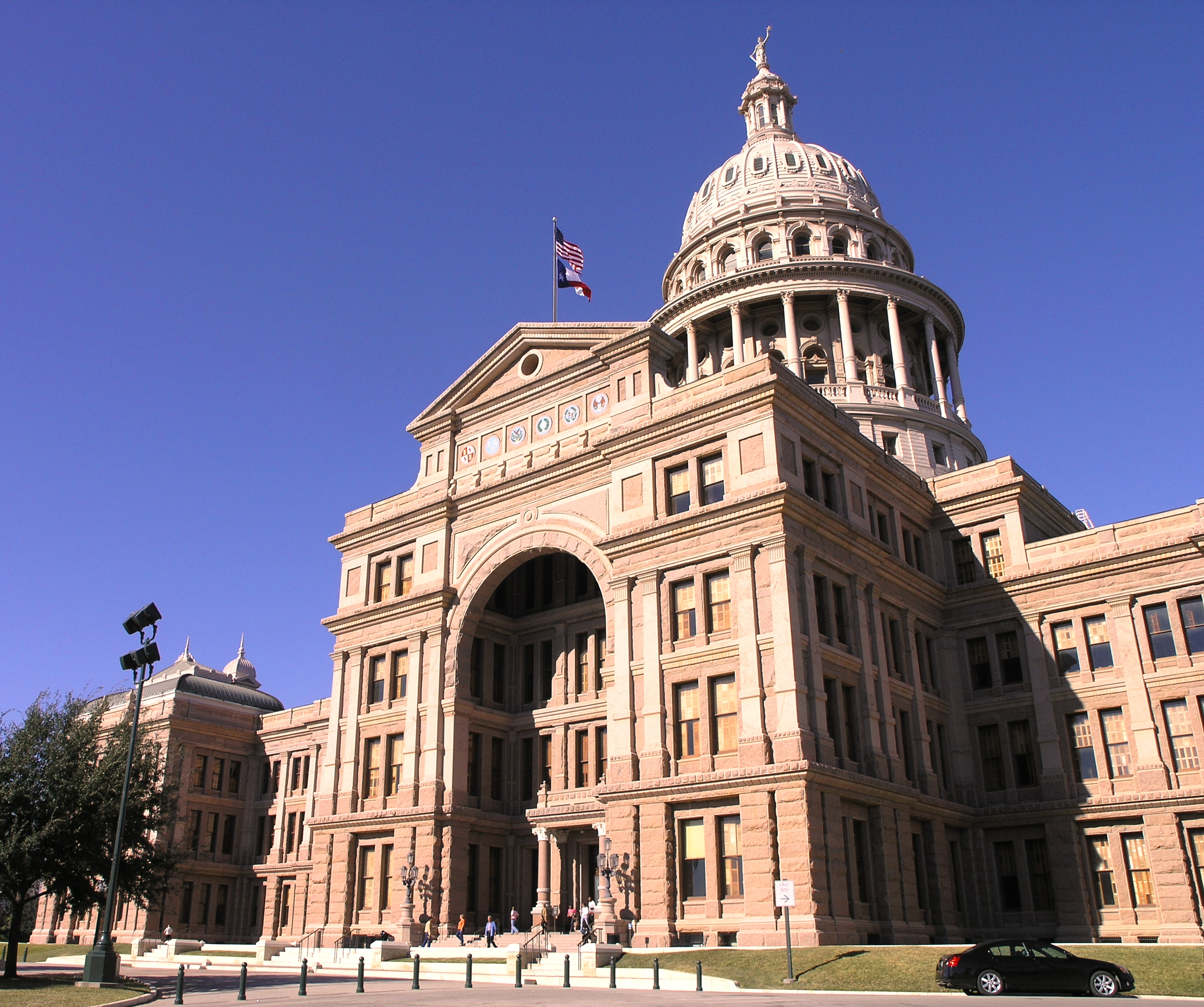
Головний вхід
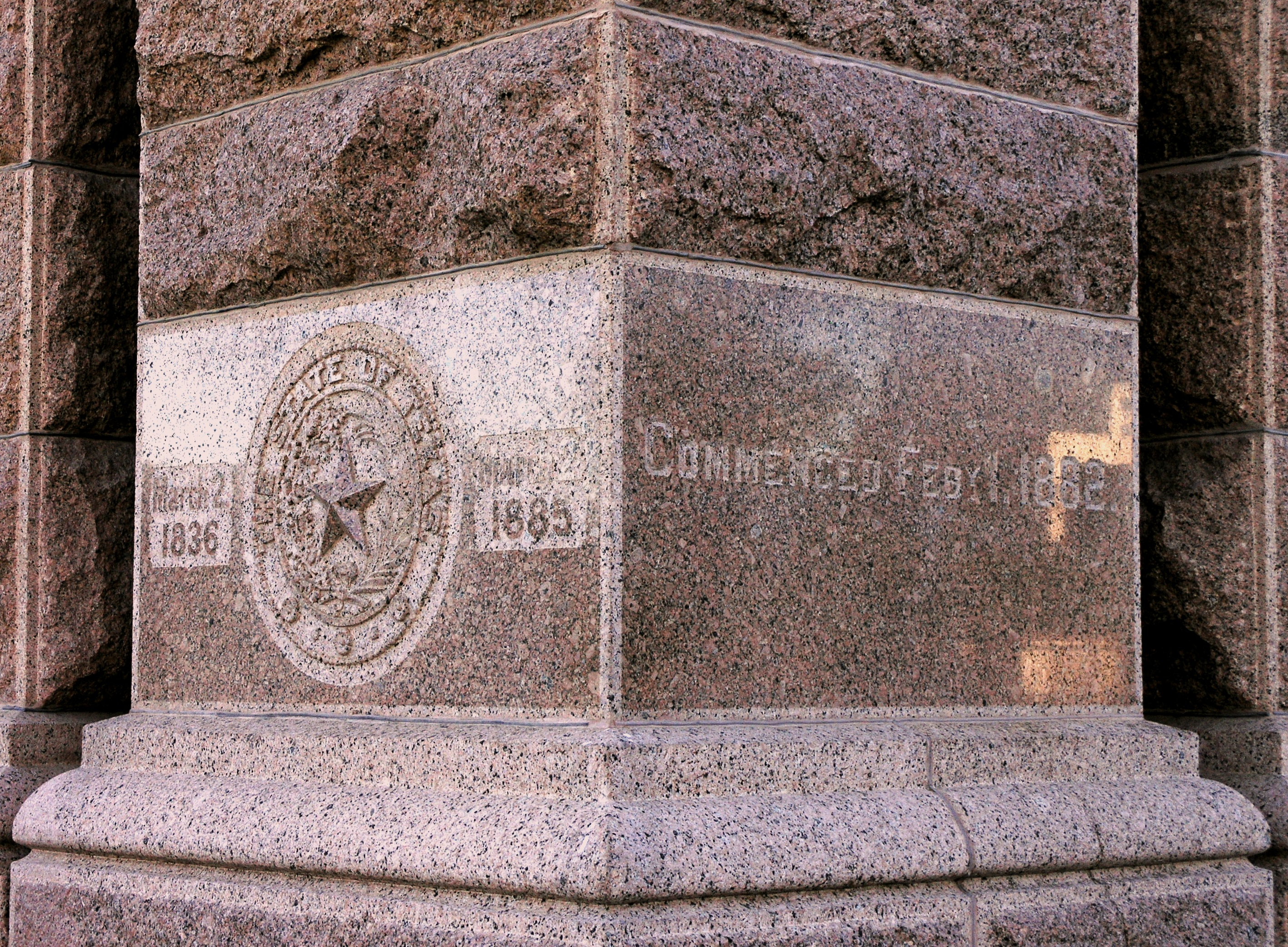
Наріжний камінь
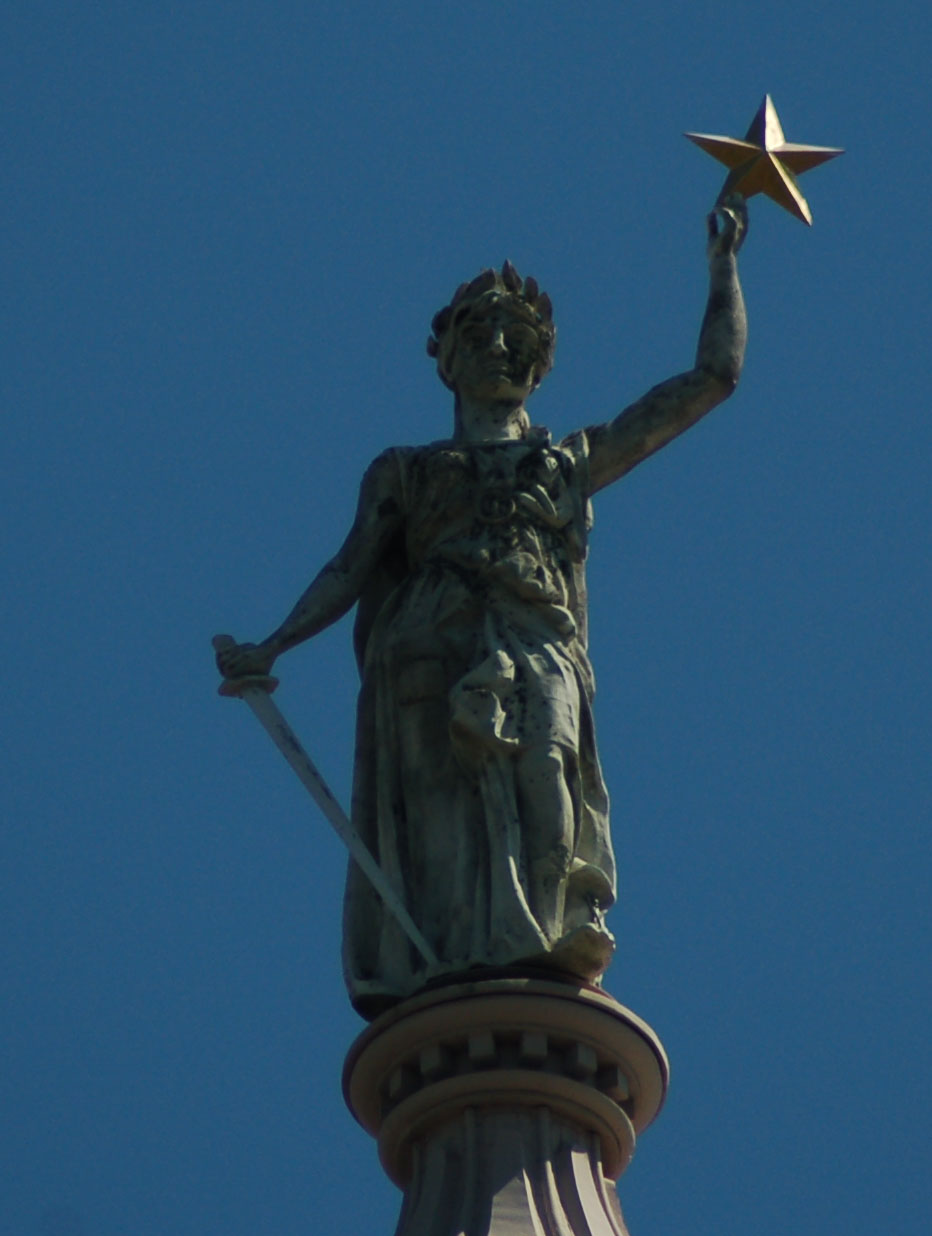
Статуя Богині Свободи на куполі капітолія
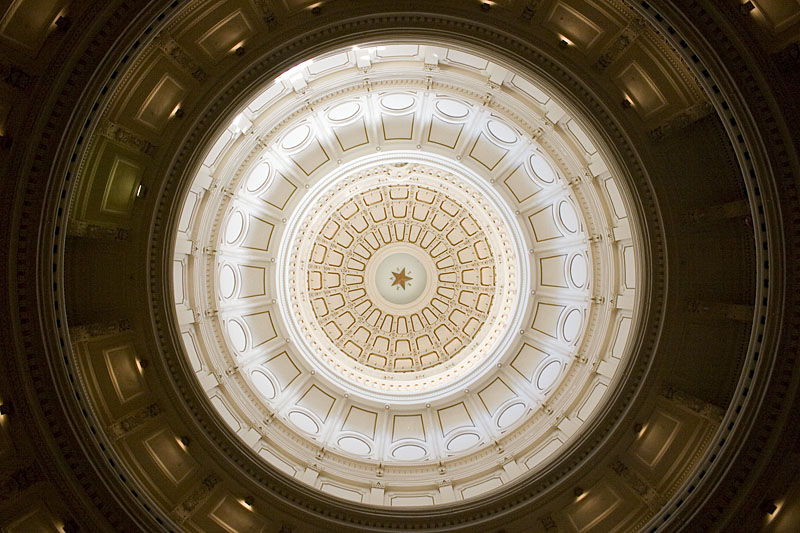
Внутрішня частина купола
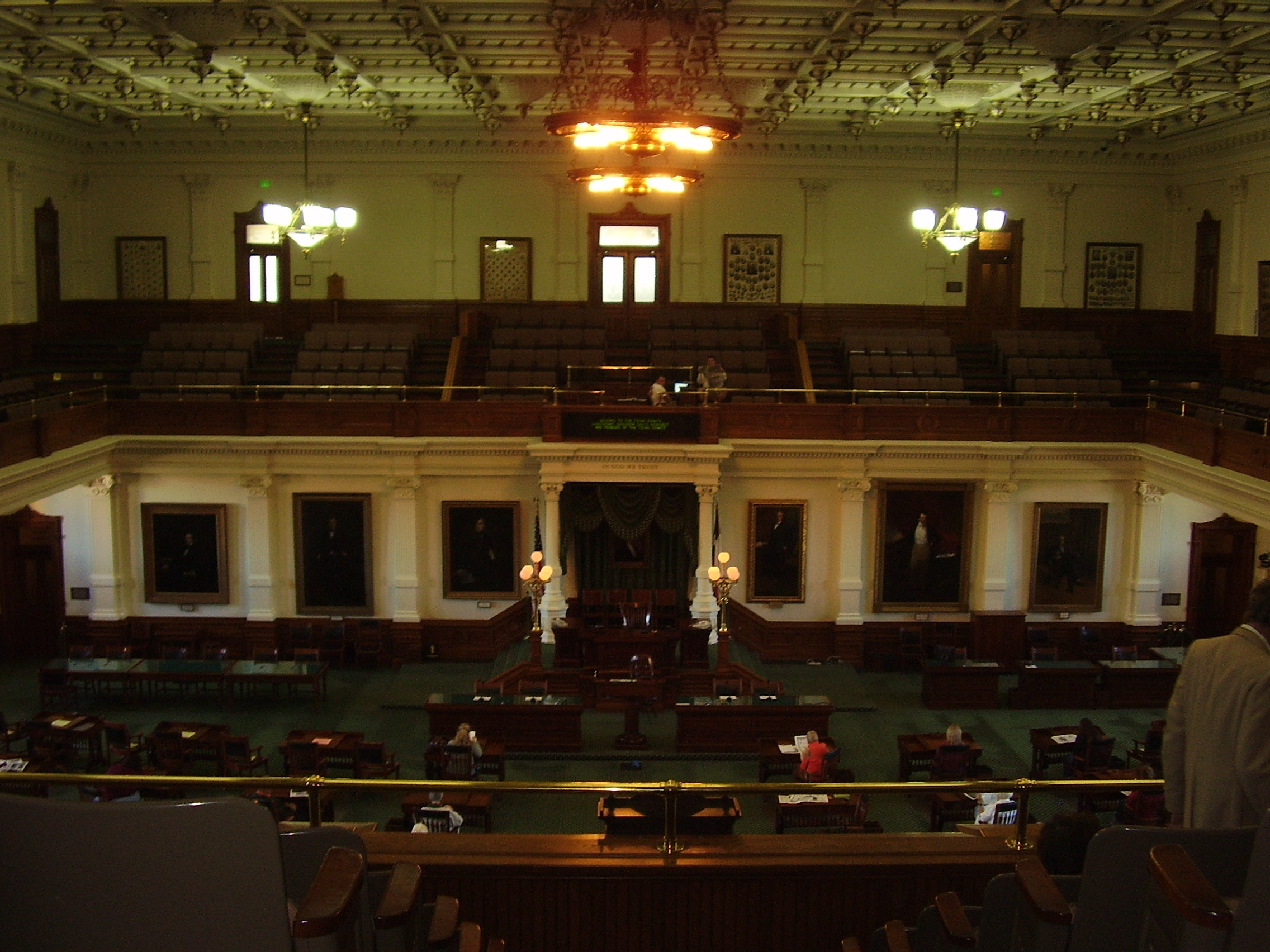
Зал засідань Сенату Техасу
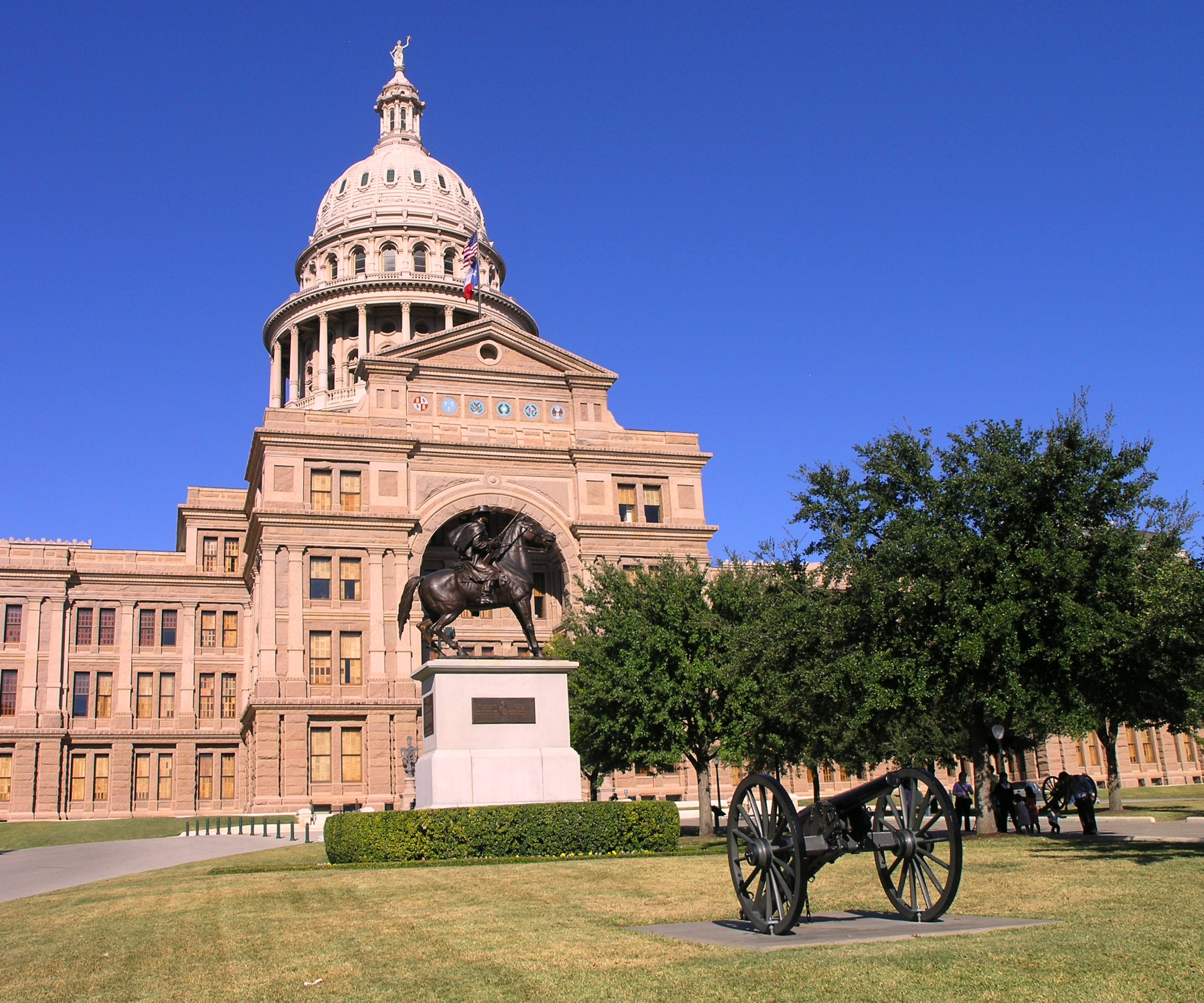
Гармата та скульптура рейнджера перед Капітолієм
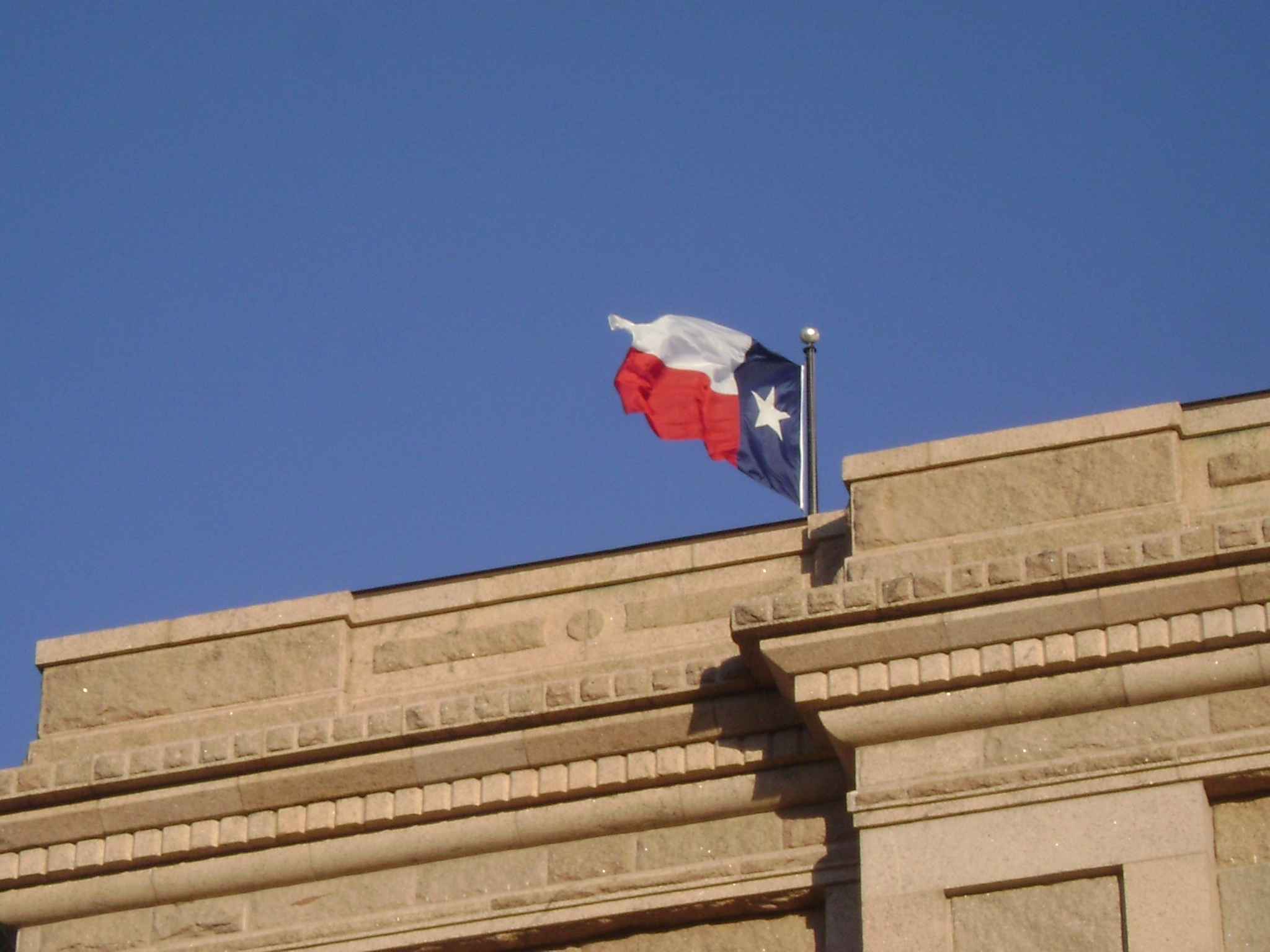
Прапор Техасу над Капітолієм
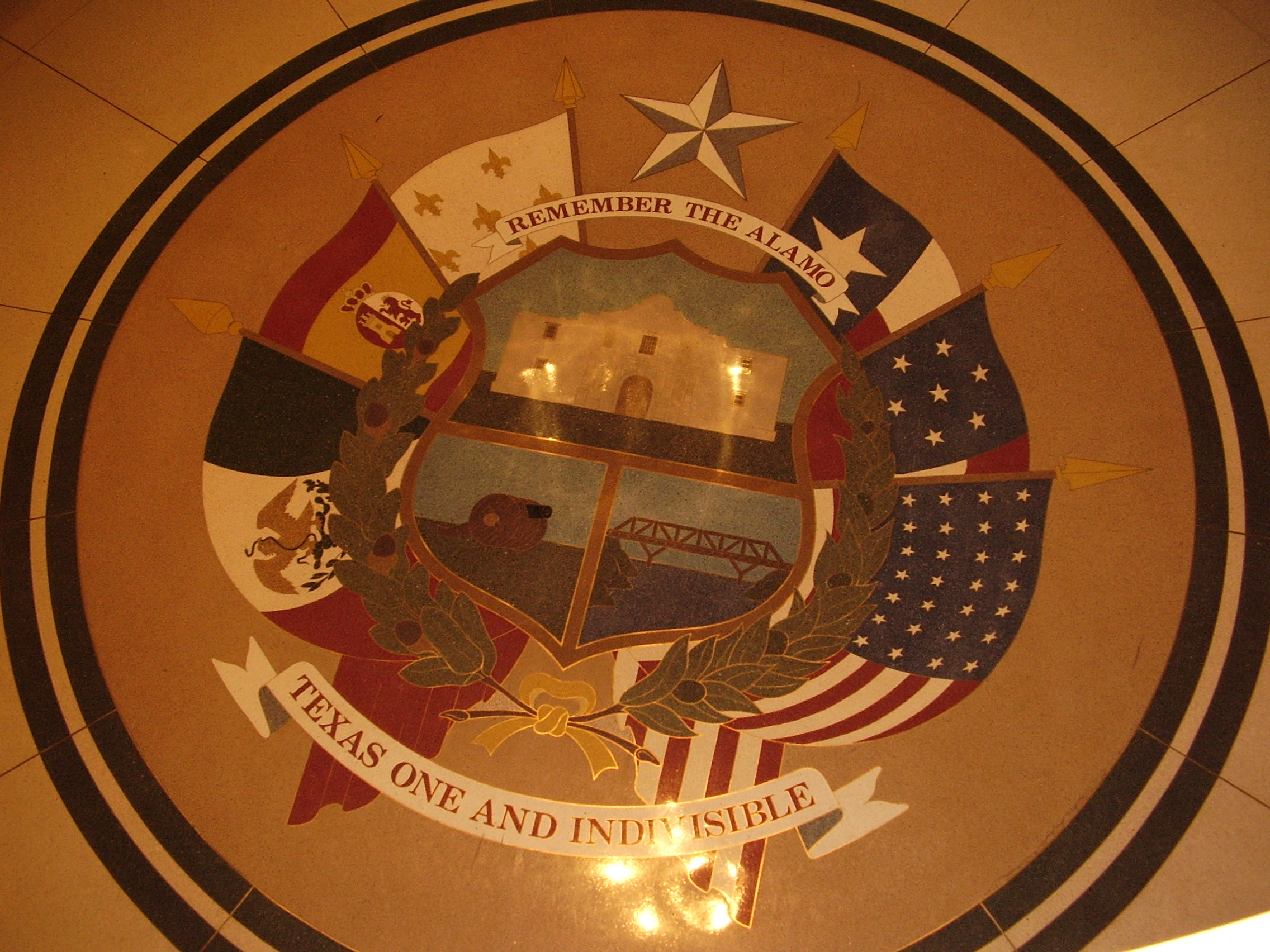
Мозаїка печатки Техасу у підземній частині капітолія з шістьма прапорами Техасу: Іспанії, Франції, Мексики, незалежної Республіки, КША та США
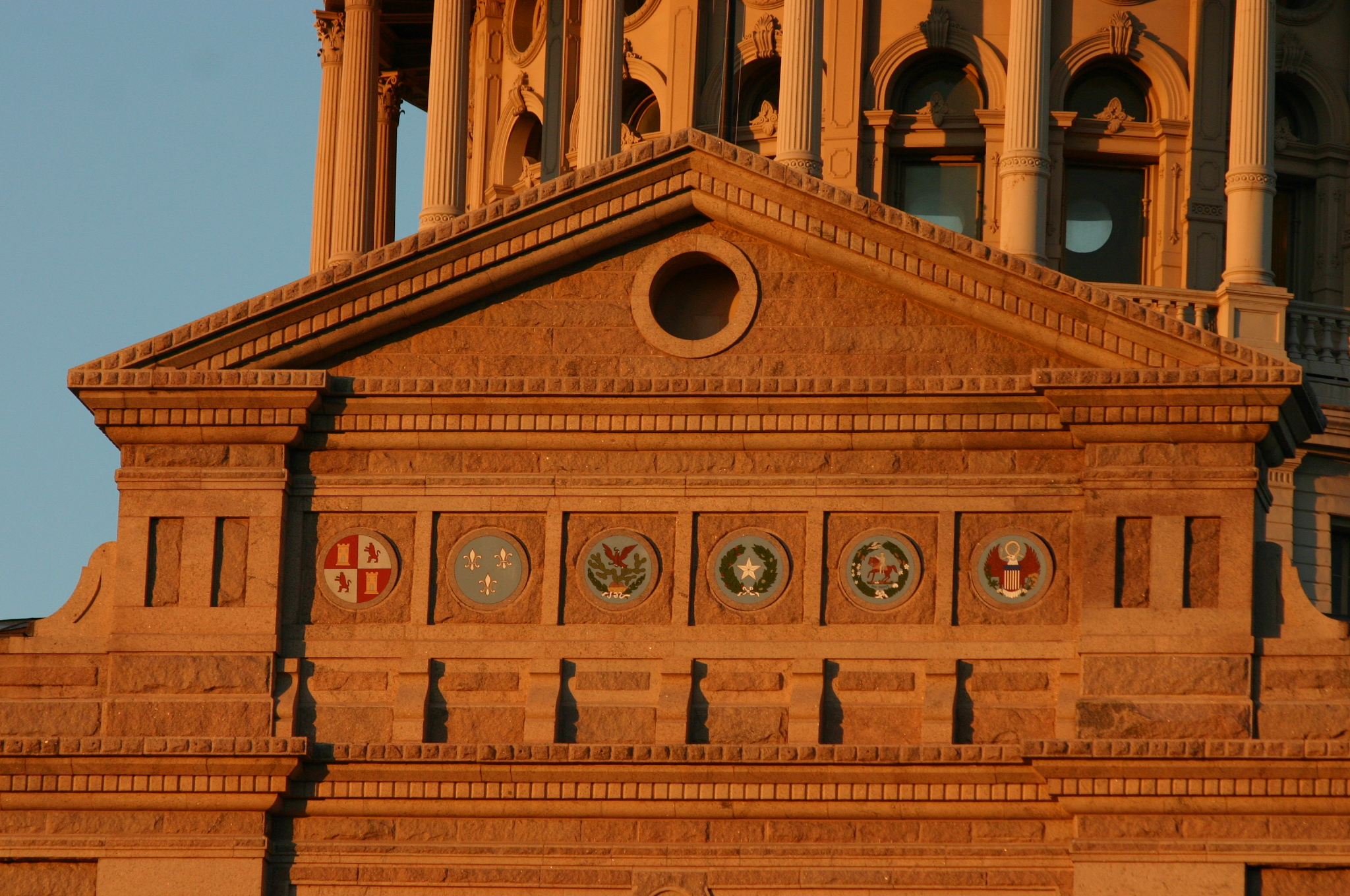
Герби тих самих шести державних утворень на фасаді під куполом капітолія
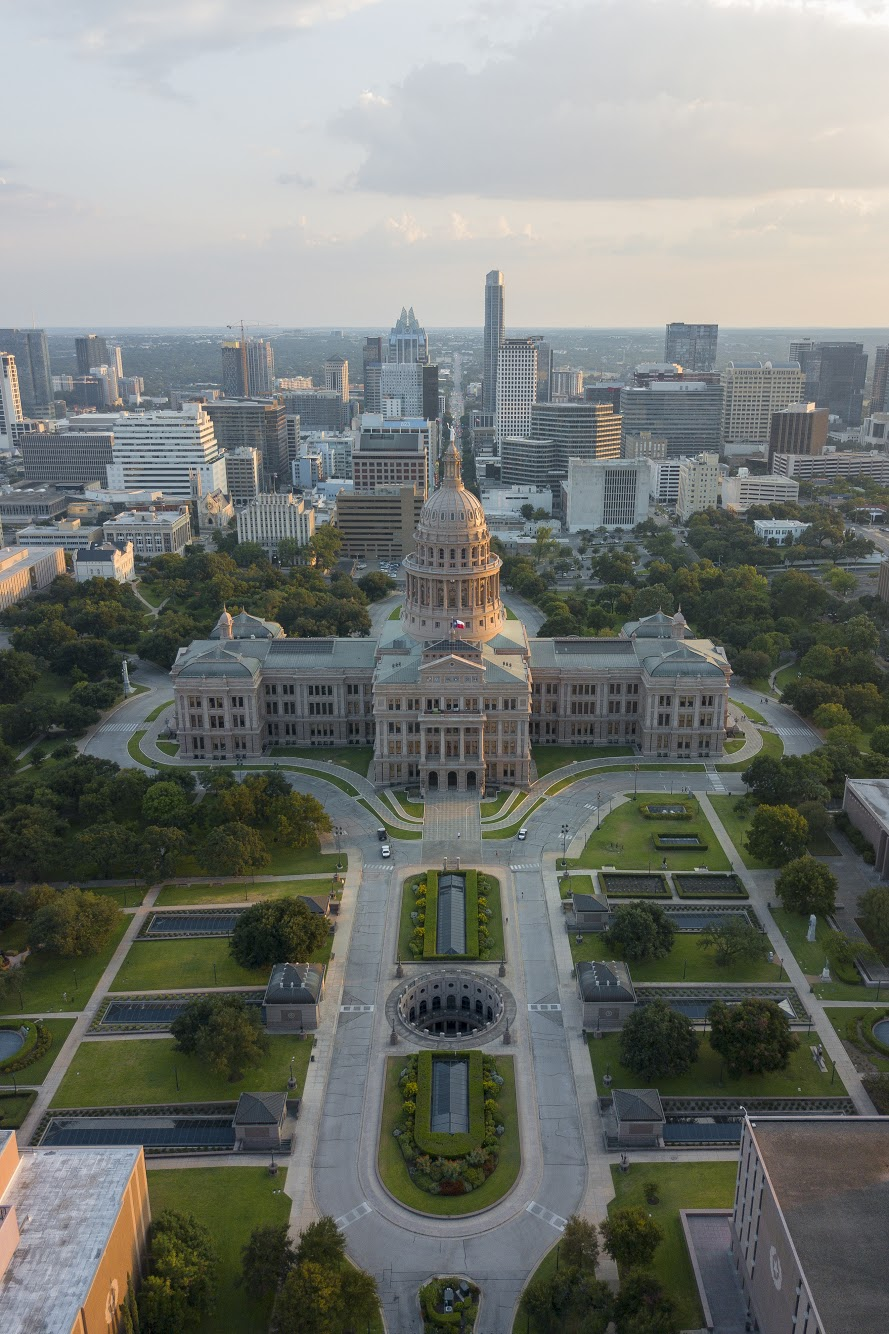
Капітолій з висоти пташиного польоту